# Musée Adolf-Michaelis
Pour les articles homonymes, voir Michaelis.
Le musée Adolf-Michaelis — ou gypsothèque de Strasbourg — est un musée qui conserve la collection de l’institut d’archéologie classique de l’université de Strasbourg. Cette collection fut réunie par Adolf Michaelis dès son arrivée en 1874, il est le premier titulaire de la chaire d’archéologie classique de l’université impériale de Strasbourg (Kaiser-Wilhelm-Universität) fondée en 1872.
Il est possible de visiter cette collection située au rez-de-jardin du palais universitaire de Strasbourg les lundis, mercredis et vendredis de 14 h à 18 h. Le musée est également ouvert lors d'événements culturels comme la Nuit des musées ou les Journées du patrimoine.

## Liste des conservateurs du musée
- 1872-(ca.)1907 : Adolf Michaelis
- 1907-(ca.)1914 : Franz Winter (de)
- 1914-1918 : August Frickenhaus (de)
- 1919-1936 : Paul Perdrizet
- 1936-1940 : Pierre Demargne
- 1940-1945 : Emil Kunze
- 1945-1951 : Pierre Demargne
- 1951-1969 : Pierre Amandry
- 1969-2000 : Gérard Siebert
- 2000-2006 : Thierry Petit
- depuis 2006 : Jean-Yves Marc

## Les collections du musée Adolf-Michaelis
Après l’annexion de l’Alsace et la Moselle en 1871, les Allemands décidèrent de faire de Strasbourg leur « vitrine sur le Rhin ». Cela se traduisit dans l’architecture par la création d’un nouveau quartier, la Neustadt,, et dans les sciences par la fondation de l’université impériale en 1872. La collection, quant à elle, fut créée par Adolf Michaelis qui réunit à la fois des moulages d'œuvres grecques et romaines, mais aussi proche-orientales et égyptiennes, des plaques photographiques, des photographies anciennes ainsi que des œuvres originales.

### La collection de moulages
Dans l’inventaire datant de 1897, mille sept cent soixante-dix pièces sont recensées. Leur nombre s’accrut au gré des nouvelles découvertes lors des « grandes fouilles » de Delphes, Olympie ou Pergame, faisant de la collection l'une des plus riches de son temps. À la fin du XIXe siècle, elle était exposée au premier étage du Palais universitaire, sur 1 300 m2, dans la partie nord du bâtiment et dans les galeries autour de l'actuelle aula[Quoi ?] Marc-Bloch.
Pendant la Seconde Guerre mondiale, les œuvres furent déplacées dans les sous-sols du bâtiment, dans un souci de conservation. Cette mesure qui devait être provisoire perdura et c’est afin de les mettre en valeur que le musée fut créé.

Musée Adolf-Michaelis et gypsothèque de Strasbourg
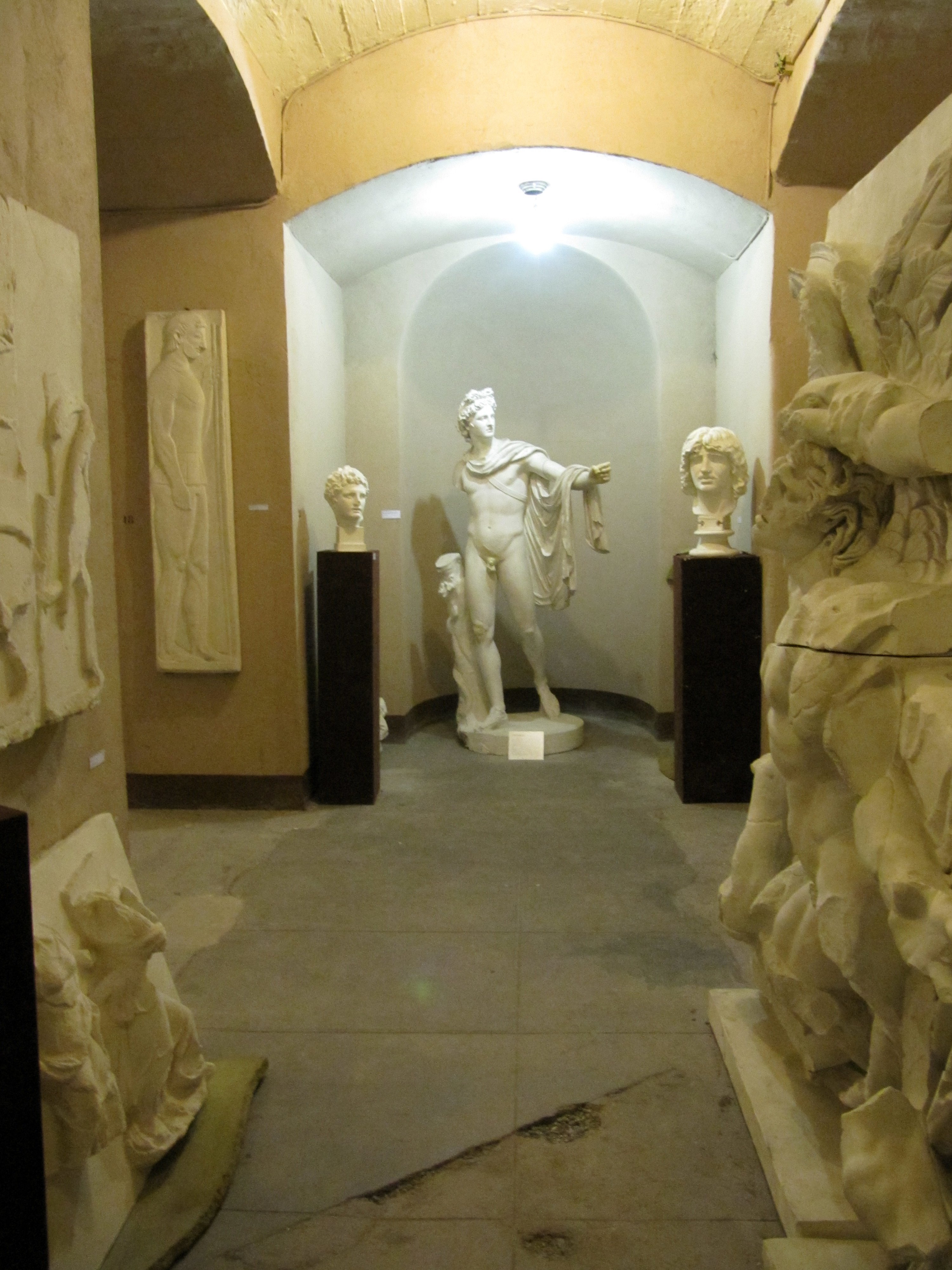
Musée des moulages.
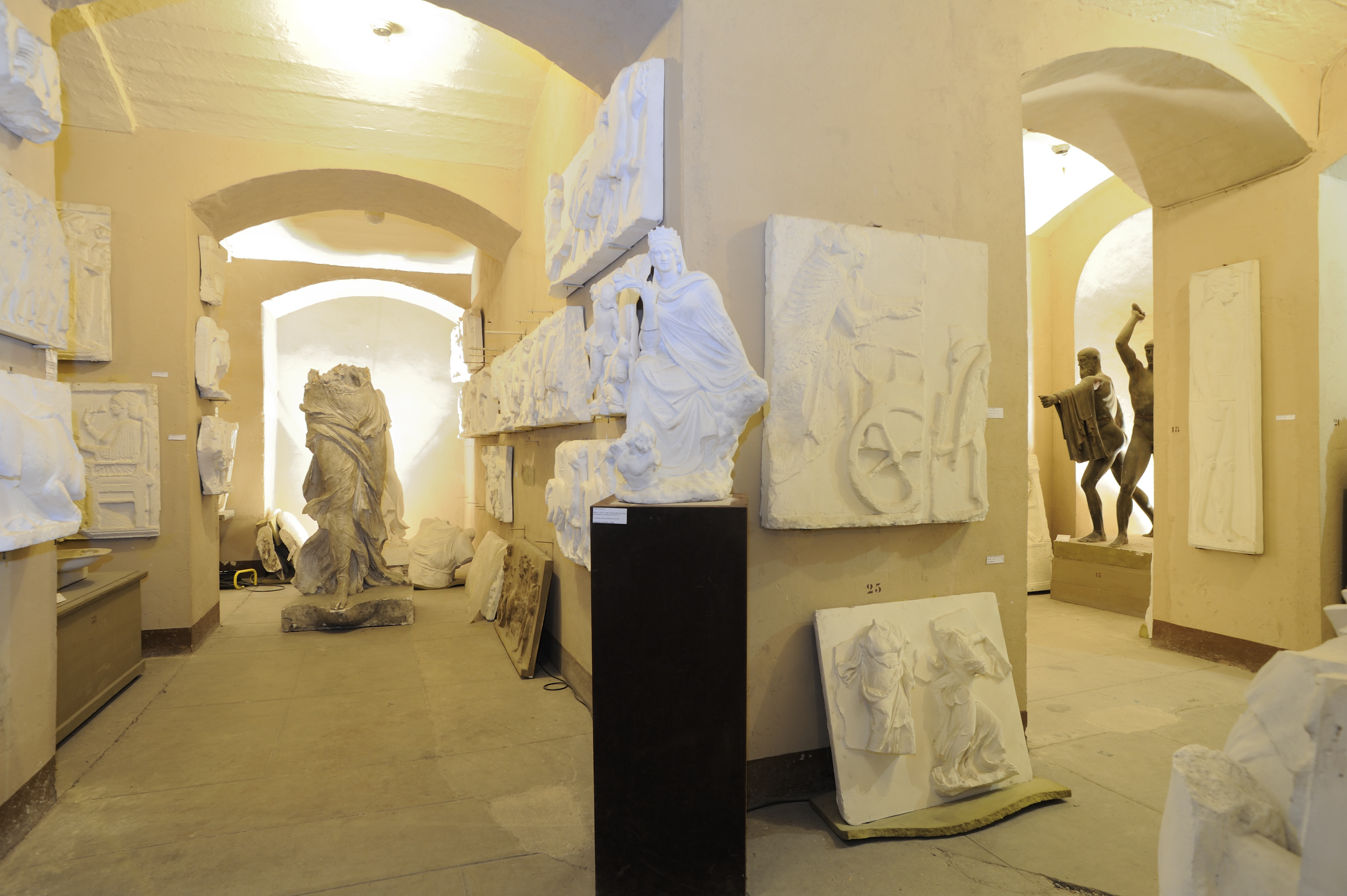
Une alcôve du musée Adolf-Michaelis.
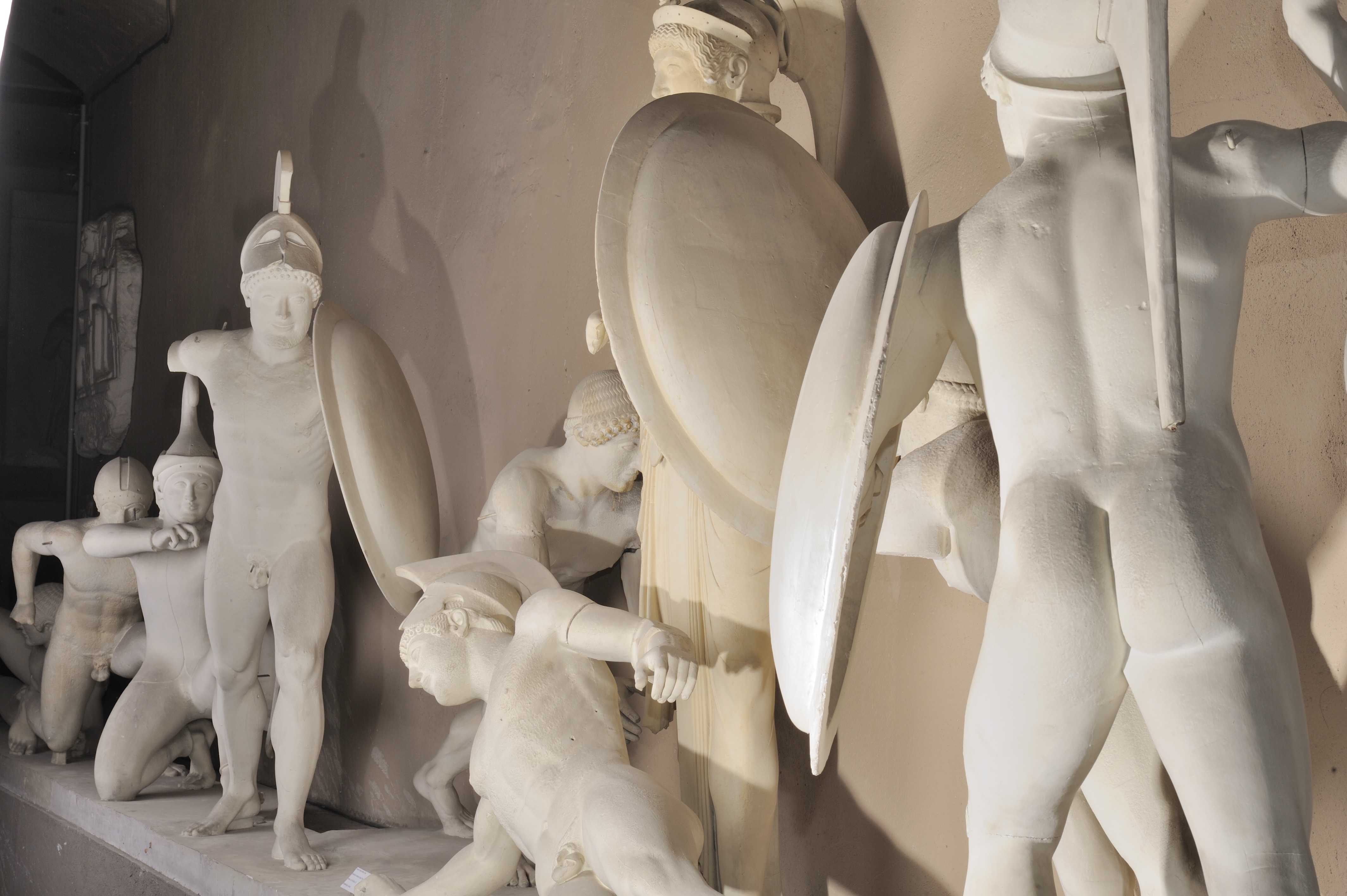
Moulages du fronton du temple d'Aphaïa à Égine.
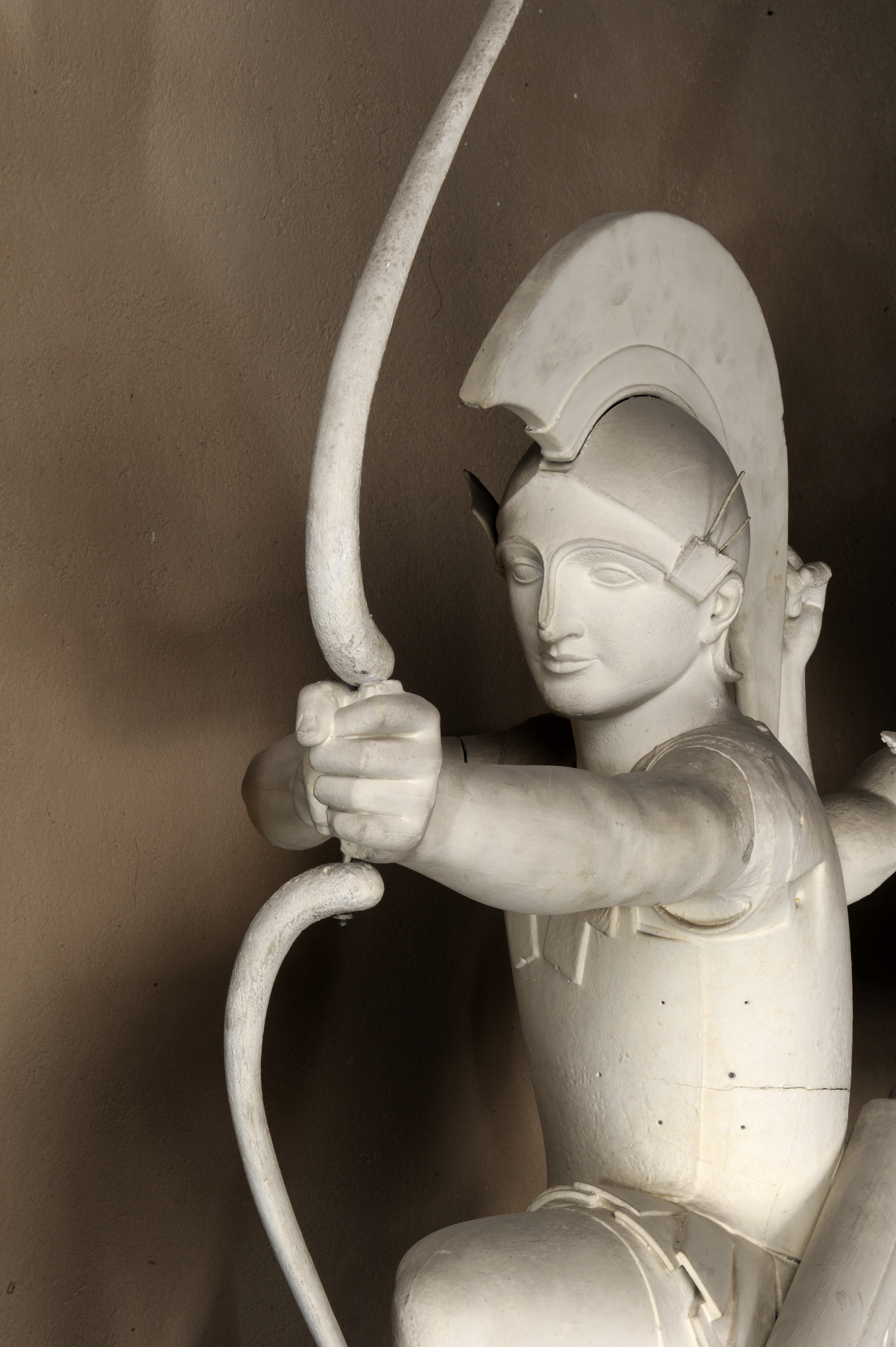
Archer du même fronton.

### Les plaques photographiques
La collection compte aujourd'hui plus de vingt mille plaques photographiques. Elles représentent pour la plupart du matériel archéologique ainsi que des vues des fouilles ou de leur région. Un programme de numérisation et de conditionnement de ces plaques est actuellement mis en place par l’association des Amis du musée Adolf-Michaelis (AMAM).
Ce matériel était autrefois utilisé dans le cadre pédagogique. En effet, dès le XIXe siècle, il parut essentiel aux professeurs de permettre aux étudiants d'avoir accès à un ensemble de ressources afin d’appréhender les différents contextes archéologiques.

### Les photographies anciennes
La collection de l’institut d’archéologie classique de l’université de Strasbourg ne compte pas moins de mille cinq cents photographies sur tirage papier, dont environ la moitié a pu être numérisée grâce à l’action du Service commun de la documentation (SCD) de Strasbourg. Ces photographies présentent des vues de sites à une époque antérieure aux grandes fouilles du XIXe siècle, permettant ainsi d’obtenir une vision atypique de certains régions ou villes (comme Rome, Athènes ou Delphes, par exemple).

### Les œuvres originales
Les œuvres originales, actuellement en cours d’étude, ne sont actuellement pas exposées. Elles sont néanmoins une part importante de la collection et présentent, pour certaines d'entre elles, des pièces d’exception.

## Les expositions

### Via la Grèce
« Via la Grèce » est une exposition qui s'est déroulée du 14 avril au 10 mai 2014. Grâce à une collaboration avec des étudiants et des scénographes des Hautes Écoles des arts du Rhin (H.E.A.R.), il a été possible d'admirer vingt-trois œuvres en plâtre issue de la collection Adolf-Michaelis.

### La démocratie athénienne
« La démocratie athénienne : le Klèrôtèrion et le tirage au sort en Grèce ancienne » : cette exposition s'est tenue au palais de l'Europe du 21 au 29 janvier 2019, puis du 11 février au 11 mai 2019 au musée Adolf-Michaelis.

## Les Amis du musée Adolf-Michaelis
L’association des Amis du musée Adolf-Michaelis est une association de droit local sans but lucratif créée le 24 mars 2015. Elle est composée d’étudiants, de professeurs et de personnes partageant un intérêt pour l'art grec. Son objectif est de mettre en valeur la collection en canalisant les moyens, qu’ils soient humains ou financiers. Un conseil scientifique, composé de professeurs d’histoire, d’archéologie et de spécialistes dans le domaine des collections de moulages et présidé par le conservateur du musée Adolf-Michaelis, veille au caractère scientifique des actions qui sont menées.